# 活额虾科
活额虾科（学名：Rhynchocinetidae）為十足目的一科小型隐居的红白虾。该科通常有一个向上铰接的可折叠的吻突，因此其科名为Rhynchocinetidae，意为可移动的喙。 这给这些铰接吻突的虾起了个俗称。该科只有两个属，Cinetorhynchus和活额虾属（Rhynchocinetes）。

## 属
- Cinetorhynchus Holthuis, 1995
- 活额虾属 Rhynchocinetes H. Milne Edwards, 1837